# Кирпиков, Борис Петрович
Борис Петрович Кирпиков (1919, с. Филькино — 2005, Москва) — советский военный деятель, генерал-лейтенант ракетных войск и артиллерии (1975).
В Рабоче-крестьянской Красной Армии с сентября 1938 года. После окончания артиллерийского училища в Подольске служил в строевых частях на Дальнем Востоке. Участник Великой Отечественной войны с мая 1943 года. Весь боевой путь прошёл в составе 86-й тяжёлой гаубичной артиллерийской бригады. Сражаясь на Центральном, Белорусском и 1-м Белорусском фронтах, принимал участие в Курской битве и битве за Днепр, в составе своего подразделения освобождал белорусское Полесье, Волынь и Польшу, воевал на территории Германии. Особо отличился во время Берлинской операции.
Ранним утром 21 апреля 1945 года 1-й дивизион 86-й тяжёлой гаубичной артиллерийской бригады 5-й артиллерийской дивизии прорыва 4-го артиллерийского корпуса прорыва под командованием майора Б. П. Кирпикова первым прорвался к Берлинской кольцевой автостраде в районе населённого пункта Блумберг. Заняв круговую оборону, артиллеристы отразили контратаку крупных сил немецкой пехоты и танков и удержали позиции до подхода подкрепления. В ходе боя майор Кирпиков был тяжело ранен, но продолжал командовать дивизионом.
Указом Президиума Верховного Совета СССР от 31 мая 1945 года майору Кирпикову Борису Петровичу было присвоено звание Героя Советского Союза с вручением ордена Ленина и медали «Золотая Звезда».
После войны окончил Артиллерийскую академию имени Ф. Э. Дзержинского. Служил на командных должностях в соединениях Московского округа ПВО. Был военным советником в Египте (с 16 марта по 12 июля 1964 года) и на Кубе (с 4 апреля 1975 года по 25 сентября 1978 года).
С 1978 года генерал-лейтенант Б. П. Кирпиков в запасе, с 1979 года — в отставке. Жил в Москве. Занимался военно-патриотической работой, участвовал в ветеранском движении.
Член КПСС с 1943 года. Делегат XXIII съезда КПСС. Депутат Верховного Совета РСФСР 2-го созыва и Верховного Совета СССР 4-го созыва.
Почётный гражданин города Серова Свердловской области (1985).

## Биография

### Детство и юность
Борис Петрович Кирпиков родился 24 июля 1919 года в селе Филькино Верхотурского уезда Екатеринбургской губернии РСФСР (ныне — Серовского городского округа Свердловской области Российской Федерации) первым ребёнком в семье служащего, старшего счетовода Филькинского углежжения Петра Матвеевича и домохозяйки Марии Ефимовны Кирпиковых. Русский.
В том же 1919 году в связи с переводом главы семьи на Каквинское углежжение Кирпиковы переехали в рабочий посёлок Надеждинский завод. В восемь лет Борис пошёл в первый класс. Сначала учился в начальной школе № 4. После её окончания продолжил обучение в школе № 17. В 1934 году перевёлся в школу № 11, что была ближе к дому, и где завершил восьмилетнее образование. Когда в 1936 году в Надеждинске открылась средняя школа № 22, Борис по настоянию родителей продолжил учёбу. В 1936 году его приняли в комсомол.
Борис Петрович успевал по всем предметам, но имел особенную склонность к точным наукам — математике и физике. Одноклассники и учителя запомнили его как интеллигентного и весьма начитанного молодого человека, хорошего спортсмена, неоднократно защищавшего честь школы на городских соревнованиях по лыжным гонкам. По воспоминаниям отца, Борис Петрович в детстве действительно очень много читал. Семья жила в своём доме, и Борис, чтобы не мешать остальным, оборудовал себе на полатях в кухне закуток, куда самостоятельно провёл электричество. Иной раз за книгой он засиживался почти до утра. Особенно его увлекали приключенческие романы Жюля Верна, Майна Рида и Фенимора Купера.
Спортом Борис Кирпиков занимался много и охотно — коньки, лыжи, русский хоккей, волейбол, городки, классическая борьба, но будучи натурой увлекающейся, он так и не смог отдать предпочтение какому-то одному виду. Единственным постоянным его увлечением было военное дело. К службе в армии Борис Петрович готовился целенаправленно. Он занимался во всех оборонных кружках Осоавиахима, сдал нормы ГТО, получил заветный значок «Ворошиловский стрелок».
В доме Кирпиковых часто гостили родственники отца военные лётчики Конкордий Кирпиков и Анатолий Першаков, и юный Борис не мог не увлечься авиацией. Записавшись в 1937 году в аэроклуб, он изучил материальную часть самолёта, овладел теорией управления машиной и уже готовился к полётам, но хроническая ангина и строгая медицинская комиссия поставили крест на его лётной карьере. Однако это не отбило у Бориса Петровича желание стать военным. Окончив в 1938 году десятый класс, Кирпиков по комсомольской путёвке отправился в Ленинград поступать в Морское училище береговой охраны.

### На службе в РККА
Когда Борис Петрович добрался до Ленинграда, приём в Морское училище уже закончился. Чтобы не возвращаться домой, он подал документы в 1-е Ленинградское артиллерийское училище имени Красного Октября. Его приняли, но уже скоро в составе большой группы курсантов перевели в Подольское артиллерийское училище. О двух годах учёбы в Подольске генерал-лейтенант Б. П. Кирпиков вспоминал:

Я был курсантом 7-й батареи, а командир батареи, старший лейтенант — Александр Васильевич Чапаев, мы его любили и гордились, что нашу батарею называли Чапаевской, а нас — Чапаевцами. Учёба напряжённая, за каждым курсантом закреплялись один, а то и два коня, упряжь, пушка. За всем надо следить. А конь — это целая наука, курсантам подъём раньше на час, чем в других училищах. Надо коня почистить, расчесать гриву, дать по норме сена, овса, да и стойло чтоб было в чистоте. А старшина батареи обязательно найдёт недостаток. Праздник — когда мы поили и купали в Пахре коней. К нам прибегали мальчишки из соседних домов, мы разрешали помыть коней, да и прокатиться.
Окончил училище по первому разряду в сентябре 1940 года.
Службу в строевых частях Красной Армии лейтенант Б. П. Кирпиков начал на Дальнем Востоке. Сначала его направили в Биробиджан, где он принял под командование огневой взвод 52-го артиллерийского полка, но уже к концу года перевели в Хабаровск на должность командира взвода управления 181-го артиллерийского полка. В первый же день Великой Отечественной войны полк, в котором служил Борис Петрович, был переброшен на границу с Маньчжурией в район города Иман и занял оборону напротив Хулиньского укрепрайона Квантунской армии.
Обстановка на границе была напряжённой. Войска Дальневосточного фронта готовились к отражению возможной японской агрессии, и в частях постоянно шла боевая учёба. Проверки боеготовности проводились регулярно, и взвод лейтенанта Б. П. Кирпикова неизменно демонстрировал хорошую выучку и высокий моральный дух. За отличные успехи в боевой подготовке взвода Борису Петровичу в 1942 году досрочно было присвоено звание старшего лейтенанта, и в конце года он был назначен на должность начальника штаба дивизиона 1137-го артиллерийского полка. В марте 1943 года его приняли в ВКП(б).
С началом Великой Отечественной войны Борис Петрович, как и многие его сослуживцы, несколько раз подавал рапорт об отправке на фронт, но неизменно получал отказ. К концу 1942 года, благодаря разведдеятельности группы Рамзая, стало известно, что Япония в ближайшей перспективе не планирует нападение на СССР. Это позволило командованию начать отправку войск с Дальнего Востока в европейскую часть страны. Весной 1943 года 1137-й артиллерийский полк был переброшен в район города Калинина и обращён на формирование 86-й тяжёлой гаубичной артиллерийской бригады. После доукомплектования в городе Уральске 15 мая 1943 года дивизионы бригады в составе 5-й артиллерийской дивизии прорыва 4-го артиллерийского корпуса прорыва РГК заняли позиции у совхоза «1 мая» в двух километрах от станции Поныри в полосе 13-й армии Центрального фронта, державшей оборону на северном фасе Курской дуги.

### Боевое крещение
Цели и задачи немецкой операции «Цитадель» стали известны советскому командованию ещё весной 1943 года, и войска Красной Армии на Курском выступе активно готовились к отражению летнего наступления вермахта. В штабе 4-го дивизиона, начальником которого был старший лейтенант Б. П. Кирпиков, весь май-июнь 1943 года шла напряжённая работа. Сюда стекались данные, добытые фронтовыми разведчиками, на основании которых штабисты готовили планы артиллерийских ударов, совершенствовали свои боевые порядки и систему огня. Большое внимание уделяли изучению новых немецких танков «Тигр» и «Пантера», которые должны были стать главной ударной силой противника в предстоящем сражении. Накануне Курской битвы бригаду посетил командующий фронтом генерал армии К. К. Рокоссовский. Он долго беседовал с артиллеристами и в конце напутствовал их: «На вас, артиллеристы, возлагается большая задача по борьбе с танками».
В 2 часа 20 минут 5 июля 1943 года на немецкие части, изготовившиеся к атаке, обрушился мощный удар советской артиллерии. Началась артиллерийская контрподготовка, в которой участвовал и дивизион Кирпикова. Советские артиллеристы нанесли удары по заранее намеченным целям, по местам сосредоточения немецких войск, позициям артиллерийских и миномётных батарей. Контрподготовка нанесла ощутимый урон врагу, особенно в артиллерии, спутала его планы, внесла растерянность в ряды немецких солдат. Противнику потребовалось около двух часов, чтобы привести в порядок свои войска. Только в 4.30 началась немецкая артподготовка, а в 5 часов 30 минут войска вермахта перешли в наступление. За два дня боёв неприятелю удалось продавить первую линию обороны 13-й армии в направлении Понырей и Ольховатки и 7 июля выйти ко второму армейскому рубежу обороны. 86-я тяжёлая гаубичная артиллерийская бригада оказалась на пути немцев.

В районе Понырей развернулись тяжёлые оборонительные бои, — вспоминал генерал-лейтенант Б. П. Кирпиков. — Они продолжались несколько суток. Беспрерывные взрывы тысяч бомб, снарядов и мин, гул танков сотрясали землю. Металл и земля горели. На раскалившихся стволах орудий обгорела краска. Раны и усталость валили людей с ног, но они не покидали своих мест. А противник всё бросал и бросал большие группы танков. Атаки следовали одна за другой, но мы дрались с беспримерным мужеством. 
Особенно тяжёлыми были бои 7-9 июля. Связь постоянно рвалась, и устранять порывы на открытой, простреливаемой со всех сторон, местности связистам было непросто. Когда отсутствовала связь с командиром дивизиона старшим лейтенантом В. М. Крупенниковым, находившийся непосредственно на передовой начальник штаба Б. П. Кирпиков брал командование дивизионом на себя. Когда прерывалась связь между командирами батарей и огневыми позициями, Борис Петрович командовал отдельными батареями дивизиона. При этом штаб работал бесперебойно, что обеспечивало выполнение боевой задачи.
Тем временем враг продолжал наседать. Отдельные высоты у Понырей по несколько раз переходили из рук в руки. Особенно драматичным для Бориса Петровича стал бой за высоту 257,1. Здесь находился передовой наблюдательный пункт командира батареи старшего лейтенанта В. К. Байко. Когда немцам удалось потеснить подразделения 307-й стрелковой дивизии, Байко с группой разведчиков и радистов оказался в окружении. Отбиваясь от врага гранатами и огнём из автоматов, артиллеристы отразили 7 атак, в том числе две танковые. Когда положение стало критическим, Байко вызвал огонь дивизиона на себя. Принимать решение «бить по своим» в тот момент пришлось Кирпикову. Быстро сравнив данные визуального наблюдения с переданными координатами, Борис Петрович, что называется, «на коленке» рассчитал параметры стрельбы и нанёс удар по высоте так, что не задел позиции группы Байко. Последний в свою очередь умело корректировал по рации огонь дивизиона. В результате очередная атака противника была отбита с большим для него уроном, а вскоре стрелковые подразделения предприняли контратаку и восстановили прежнее положение.
К 15 июля немецкое наступление на северном фасе Курской дуги окончательно выдохлось, и войска Центрального фронта перешли в контрнаступление. Всего за период с 5 по 15 июля 4-й дивизион 86-й тяжёлой гаубичной артиллерийской дивизии, начальником штаба которого служил старший лейтенант Б. П. Кирпиков, подавил три миномётные и две артиллерийские батареи, подбил и сжёг 7 танков, истребил до двух батальонов немецкой пехоты и уничтожил несколько автомашин с войсками и грузами. За отличие в Курской битве Борис Петрович был награждён орденом Красной Звезды (№ 205804).
В ходе Орловской наступательной операции Б. П. Кирпиков в составе своего подразделения участвовал в освобождении посёлка Кромы и боях за город Дмитровск-Орловский.

### От Курской дуги до Днепра
В результате наступления на орловском направлении к 18 августа 1943 года войска Центрального фронта вышли к немецкой линии обороны «Хаген». После небольшой передышки 23 августа они продолжили наступление уже в рамках Черниговско-Припятской операции битвы за Днепр. 86-я тяжёлая гаубичная бригада действовала на севском направлении. Бои за Севск, в которых участвовал и дивизион старшего лейтенанта Кирпикова, носили ожесточённый характер. 27 августа город был освобождён.
В дальнейшем бригада полковника Н. П. Сазонова поддерживала наступление частей 65-й армии в направлении Новгорода-Северского. 3 сентября тяжёлые бои развернулись за крупный опорный пункт противника посёлок Середина-Буда. Немецкое штурмовое орудие из укрытия вело ураганный огонь по наступающей советской пехоте, не давая ей возможности продвинуться вперёд. Подавить его огнём гаубиц никак не удавалось. Тогда командир 16-й батареи 4-го дивизиона лейтенант С. Г. Терушкин выдвинулся на передний край и, заняв наблюдательную позицию всего в 150—200 метрах от немецких траншей, стал корректировать огонь своей батареи, работой которой непосредственно на огневой позиции руководил старший лейтенант Б. П. Кирпиков. Слаженная работа офицеров-артиллеристов вынудила немецкую самоходку покинуть позицию, что позволило советской пехоте занять выгодный рубеж для атаки и затем, следуя за огневым валом, выполнить поставленную боевую задачу. Вскоре после этого боя Борису Петровичу было присвоено звание капитана.
Во второй половине сентября 1943 года 86-я тяжёлая гаубичная бригада полковника Н. П. Сазонова в составе своей дивизии, находившейся в непосредственном подчинении фронта, участвовала в освобождении Черниговской области. Тем временем войска 65-й армии П. И. Батова к концу сентября вышли к реке Сож и, форсировав её, безуспешно пытались расширить захваченный плацдарм в междуречье Сожа и Днепра. Чтобы ускорить наступление армии на гомельском направлении, решено было перенести её удар южнее и форсировать Днепр вместе с подразделениями 61-й армии П. А. Белова на участке Лоев — Любеч. В качестве артиллерийского усиления к операции была привлечена 5-я артиллерийская дивизия прорыва. Капитан Кирпиков 15 октября 1943 года переправился на правый берег реки на участке Любечь — Радуль и десять дней участвовал в боях за закрепление и расширение плацдарма в районе населённого пункта Старая Лутава.
В ходе Гомельско-Речицкой операции 10 ноября 1943 года Б. П Кирпиков вторично форсировал Днепр в районе села Лоев. Бригада огневой мощью поддержала части 37-й гвардейской, 162-й и 140-й стрелковых дивизий, героически сражавшиеся в полуокружении с превосходящими силами контратакующего противника на рубеже Дубровка — хутор Барбары — Волкошанская Дубрава. За пять дней боёв артиллеристы капитана Крупенникова способствовали отражению двух контратак противника, уничтожили 2 миномётные батареи, 4 пулемётные точки и орудие противотанковой обороны, подавили 8 артиллерийских и миномётных батарей, подбили два танка и две автомашины с войсками и грузами, разрушили крупный командный пункт противника и два дзота, истребили до 80 солдат и офицеров вермахта.
На протяжении всего периода боёв с 15 по 24 октября и с 10 по 15 ноября капитан Кирпиков обеспечивал чёткую и планомерную работу штаба своего дивизиона, успешно вёл разведку переднего края обороны неприятеля, своевременно вскрывал его замыслы, правильно и быстро планировал артиллерийский огонь. Благодаря его работе дивизион имел высокую эффективность ведения огня. За умелую и чёткую организацию работы штаба Борис Петрович был награждён орденом Отечественной войны 2-й степени (№ 49895).

### Бои в Полесье и восточной Польше
Зимой 1944 года 86-я тяжёлая гаубичная артиллерийская бригада продолжала поддерживать части 65-й армии, наступавшие на калинковичско-мозырском направлении. Противник, стремясь удержать за собой Бобруйск, превратил каждую деревню в хорошо укреплённый опорный пункт и оказывал ожесточённое сопротивление. В первой декаде февраля перед 4-м дивизионом 86-й тяжёлой гаубичной артиллерийской бригады была поставлена задача поддержать огнём атаку 17-й гвардейской танковой бригады на Гороховищи. Накануне штурма начальник штаба дивизиона капитан Кирпиков проделал большую работу по организации разведки переднего края противника и планированию артиллерийского огня дивизиона. Все обнаруженные цели в ходе артподготовки были уничтожены, а его долговременные укрепления разрушены с 60-70 % расходом снарядов, что позволило советской пехоте и танкистам овладеть деревней. Тем не менее, удержать Гороховищи советским войскам тогда не удалось. На фоне общей неудачи за бои в феврале 1944 года Борис Петрович не был награждён, но его заслуги в этой операции были отмечены в представлении к ордену Отечественной войны 1-й степени летом того же года.
К началу апреля 86-я тяжёлая гаубичная артиллерийская бригада была выведена во фронтовой резерв. Эту паузу в боевой работе капитан Б. П. Кирпиков использовал для обучения личного состава дивизиона. По воспоминаниям однополчан, Борис Петрович всю войну возил с собой в походном чемодане трёхтомник В. Г. Дьяконова, учился сам и учил артиллерийской науке своих подчинённых, от вычислителя до командиров батарей. Особое внимание он уделял артиллерийской разведке, анализу полученных разведданных и планированию артиллерийского наступления. Благодаря этим занятиям дивизион в ходе Белорусской стратегической операции продемонстрировал высокую эффективность при прорыве сильно укреплённой полосы обороны противника на бобруйском направлении. Сам Кирпиков глубокие теоретические знания умело применял для решения самых сложных задач в условиях реального боя.
Перед началом Бобруйской фронтовой операции стратегического плана «Багратион» бригада полковника Н. П. Сазонова заняла позиции в полосе наступления 28-й армии. В ходе артиллерийской подготовки ранним утром 24 июня была полностью подавлена огневая система врага, что дезорганизовало оборону противника и способствовало её прорыву. В последующих боях с 24 по 28 июня дивизион огнём и колёсами обеспечивал продвижение вперёд стрелковых, танковых и кавалерийских частей, способствуя выполнению поставленных перед ними боевых задач.
После разгрома бобруйской группировки противника 86-я тгабр была переброшена на ковельское направление и в ходе начавшейся 18 июля Люблин-Брестской операции поддерживала огнём подразделения 47-й гвардейской стрелковой дивизии 8-й гвардейской армии. 4-й дивизион майора Крупенникова, находясь в боевых порядках 142-го гвардейского стрелкового полка, обеспечил быстрый прорыв первой линии обороны противника, но в глубине обороны гвардейцы были остановлены шквальным артиллерийским и пулемётным огнём, который немцы вели с высоты 219,0. Командир взвода управления дивизиона лейтенант В. А. Гераськин и командир отделения разведки 16-й батареи сержант С. Закиров выдвинулись на передний край для ведения разведки. Закиров, будучи ранен, сумел обнаружить расположение вражеской артиллерии и установить связь со штабом своей батареи. Однако плотность огня противника была настолько высока, что нельзя было даже головы поднять, не то что рассчитать данные для стрельбы. Гераськин смог предать на батарею только квадрат, где находилась огневая позиция неприятеля, но этих данных было недостаточно для стрельбы. Командир 16-й батареи С. Г. Терушкин знал, что в таких случаях следует звонить Кирпикову.

Борис Петрович всегда умел чувствовать новое и внедрять его в практику артиллерийской стрельбы, — вспоминал после войны ветеран. — Так произошло и здесь. Он использовал данные стрельбы другой нашей батареи, как прообраз пристрелочного орудия. И успешно открыл огонь по батарее противника и уничтожил её. Эффективность огня была настолько высока, что мы сами удивились. После прорыва обороны фашистов мы пришли на позиции подавленной батареи. Увидели пять наших 76-миллиметровых пушек. Из них два орудия были уничтожены полностью прямым попаданием наших снарядов, у одного орудия осколками выведено из строя прицельное приспособление. У орудий лежало до 20 убитых солдат.
В ходе дальнейшего наступления при преследовании разбитых частей противника начальник штаба 4-го дивизиона капитан Кирпиков умело планировал артиллерийское наступление, чем обеспечивал быстрое продвижение вперёд стрелковых подразделений и не давал противнику возможности закрепляться на промежуточных рубежах. 4-й дивизион первым в бригаде переправился через Западный Буг, вступив на территорию Польши, и первым с передовыми частями 77-й гвардейской стрелковой дивизии 69-й армии вышел к Висле в районе населённого пункта Кемпа-Хотецка (Kępa Chotecka). В ночь с 1 на 2 августа 1944 года артиллеристы переправились на западный берег Вислы и вместе с гвардейцами генерал-майора В. С. Аскалепова участвовали в боях за удержание и расширение захваченного плацдарма. В этих боях капитан Кирпиков неоднократно демонстрировал личное мужество, огнём батареи лично сам уничтожил батарею врага. За отличие в Люблин-Брестской операции Борис Петрович был представлен командиром бригады к ордену Александра Невского, но решением командующего артиллерией 1-го Белорусского фронта генерал-полковника В. И. Казакова награждён орденом Отечественной войны 1 степени (№ 96377).

Майор Б. П. Кирпиков. Конец 1944 года

После нескольких дней боёв за Вислой 86-я тяжёлая гаубичная артиллерийская бригада была выведена на правый берег и с 7 августа участвовала в сражении за правобережное предместье Варшавы крепость Прага. После того, как крепость была взята, артиллеристы Сазонова действовали против группировки противника, укрепившейся севернее Праги в междуречье Вислы и Нарева. Здесь в районе сильно укреплённого села Яблонна-Легионова (Jabłonna) 12-13 октября 1944 года произошёл случай, решительным образом повлиявший на дальнейшую военную карьеру Бориса Петровича. На окраине населённого пункта в здании метеостанции размещался командный пункт противника. С вышки метеостанции просматривалась вся глубина боевых порядков советских войск. Там противник оборудовал наблюдательный пункт, где постоянно находился корректировщик артиллерийского огня. Более того, на крышу метеостанции немцы затащили зенитную пушку и вели постоянный огонь прямой наводкой по переднему краю наступающих. Командир бригады полковник Сазонов приказал уничтожить КП неприятеля. С этой целью 12 октября на передний край выдвинулся один из лучших расчётов 16-й батареи (командир орудия сержант Г. С. Утенко, наводчик младший сержант М. А. Ибрагимов), однако семь прямых попаданий в здание не возымели эффекта. Тогда в дивизион на следующий день приехал сам полковник Сазонов с большой группой штабных офицеров. Под его руководством орудие снова открыло стрельбу по метеостанции. Корректировать огонь вызвался командир батареи капитан Терушкин. С большим трудом удалось попасть в крышу здания, и потолок вместе с установленной на ней зениткой рухнул. Однако для того, чтобы разрушить вышку, нужно было попасть прямо в её основание, а снаряд никак не шёл в цель. Сазонов распорядился доставить на огневую позицию бетонобойные снаряды. Пристрелка была доведена до обеспеченной одноделенной вилки, но результата не было. В это время капитан Кирпиков, уединившись в штабной землянке, что-то напряжённо считал. Наконец, он распорядился подобрать снаряды одного весового знака с зарядами одной партии, а наводчику Ибрагимову было дано указание выгонять уровень только с одной стороны. Где-то с двадцать пятого выстрела снаряд попал точно в основание вышки, и она обрушилась. Сазонов уезжал из дивизиона под большим впечатлением от капитана Кирпикова, и вскоре Бориса Петровича назначили командиром 1-го дивизиона с одновременным присвоением звания майора.

### От Вислы до Одера
В преддверии Висло-Одерской операции, 28 декабря 1944 года, 86-я тяжёлая гаубичная артиллерийская бригада была введена на Пулавский плацдарм. Командир 1-го дивизиона майор Б. П. Кирпиков, переправив орудия через Вислу у города Казимеж, блестяще осуществил операцию по скрытному сосредоточению подразделения в позиционном районе близ польской деревушки Анджеюв (пол. Andrzejów) в полосе 16-го стрелкового корпуса 33-й армии. Это умение Кирпикова оставаться незамеченным для противника было отмечено командованием. Вместе с начальником штаба дивизиона капитаном К. И. Карих, он организовал ведение разведки переднего края немцев и на основании полученных данных спланировал артиллерийское наступление. В ходе артиллерийской подготовки, начавшейся в 8 часов утра 14 января 1945 года, огнём дивизиона было разрушено 4 укреплённых блиндажа и подавлены две миномётные батареи. Не менее эффективно действовали и другие дивизионы бригады Сазонова и 5-й артиллерийской дивизии в целом. В результате артиллерийского удара огневая система противника была практически полностью уничтожена, и части 16-го стрелкового корпуса захватили четыре линии вражеских траншей и ряд сильно укреплённых опорных пунктов с исключительно малыми потерями.
В ходе дальнейшего наступления на радомском направлении дивизион Кирпикова поддерживал огнём и колёсами стрелковые подразделения 339-й стрелковой дивизии. Чтобы не дать противнику возможности закрепиться на новых рубежах, оперативно вскрывать его засады и заслоны по команде Кирпикова капитаны А. С. Костин, С. Г. Терушкин и Г. Х. Дорошенко с радистами и разведчиками двигались впереди в составе танковых десантов. Такая тактика позволяла быстро обнаруживать и подавлять огнём тяжёлых гаубиц очаги сопротивления.
При преследовании отступающего противника Борис Петрович со своим дивизионом нередко шёл параллельно танковым колоннам впереди стрелковых подразделений. Дивизион имел на вооружении гусеничные артиллерийские тягачи Я-13, которые шумом двигателей и лязгом гусениц напоминали танки Т-34. Имитируя движение танковой колонны, Кирпиков наводил панику на врага, который, стремясь избежать боестолкновения, оставлял занимаемые позиции. Этим приёмом ещё под Сталинградом пользовался командир бригады полковник Сазонов. Он был довольно рискованным, но приносил результат. Так например, 16 января дивизион Кирпикова в районе села Буковец (пол. Bukowiec), к югу от Радома, смело выдвинулся вперёд пехоты и своим манёвром обеспечил решительный бросок 339-й стрелковой дивизии на Вебжицу (пол. Wierzbica) и её занятие без потерь.
К 22 января 86-я тгабр вышла в район сосредоточения у Опочно, а оттуда устремилась к Одеру. Всего за семнадцать суток артиллеристы прошли с боями более 500 километров и 30 января в районе города Бомст пересекли польско-германскую границу. 6 февраля дивизион вслед за стрелковыми частями вышел к Одеру в районе Фюрстенберга. Установив орудия дивизиона вдоль восточного берега реки, майор Кирпиков со взводом управления переправился по тонкому льду на плацдарм, захваченный пехотой. Заняв наблюдательные пункты в здании цементного завода и установив связь с огневыми позициями, артиллеристы огнём тяжёлых гаубиц способствовали отражению многочисленных контратак противника. Бои на плацдарме были жестокими. Немцы, стремясь отбросить советские войска за Одер, предпринимали по 8-10 атак ежедневно. Особенно тяжёлым стало 9 февраля, когда неприятель бросил на ликвидацию плацдарма крупные силы мотопехоты при поддержке 50 танков дивизии СС «Тотенкопф». Не выдержав натиска противника, одно из стрелковых подразделений начало отступать. Проявив железную волю, майор Кирпиков сумел остановить отступающих, а затем обрушил на немцев всю огневую мощь своего дивизиона. Живая сила противника была рассеяна, три танка уничтожены прямыми попаданиями, а остальные, оставшись без поддержки пехоты, отступили.
За умелое руководство дивизионом и проявленное в боях личное мужество Борис Петрович был награждён орденом Суворова 3-й степени (№ 9250).

### В Померании
С плацдармов на Одере, захваченных войсками 1-го Белорусского фронта, до столицы Германии оставалось не более 100 километров. Однако немцам удалось сосредоточить крупную группировку в Померании, которая угрожала правому флангу и тылу советских войск, поэтому перед решающим броском на Берлин Ставка ВГК поставила перед командующими 1-м и 2-м Белорусскими фронтами задачу разгромить группу армий «Висла». В ходе Восточно-Померанской операции 86-я тяжёлая гаубичная артиллерийская бригада действовала на штеттинском направлении в полосе наступления 47-й армии.
24 февраля 1945 года 1-й дивизион майора Б. П. Кирпикова с частями 33-й гвардейской мотострелковой бригады 9-го гвардейского танкового корпуса, преодолев упорное сопротивление противника, вышел к городу Пиритц, важному транспортному узлу и мощному опорному пункту немцев, прикрывавшему подступы к Штеттину.

Пиритц имел очень выгодное географическое положение, — вспоминал Борис Петрович. — Он был воротами между Одером и целой сетью крупных озёр и прикрывал собой дорогу на Штеттин, крупный город и порт Северной Германии. Пиритц — старинная крепость, опоясанная стенами четырёхметровой толщины и в шесть метров высотой. В городе были построены баррикады, старинные кирпичные дома оборудованы под огневые точки. Перед городом гитлеровцы устроили лесные завалы. Одним словом, город был превращён в неприступную крепость.

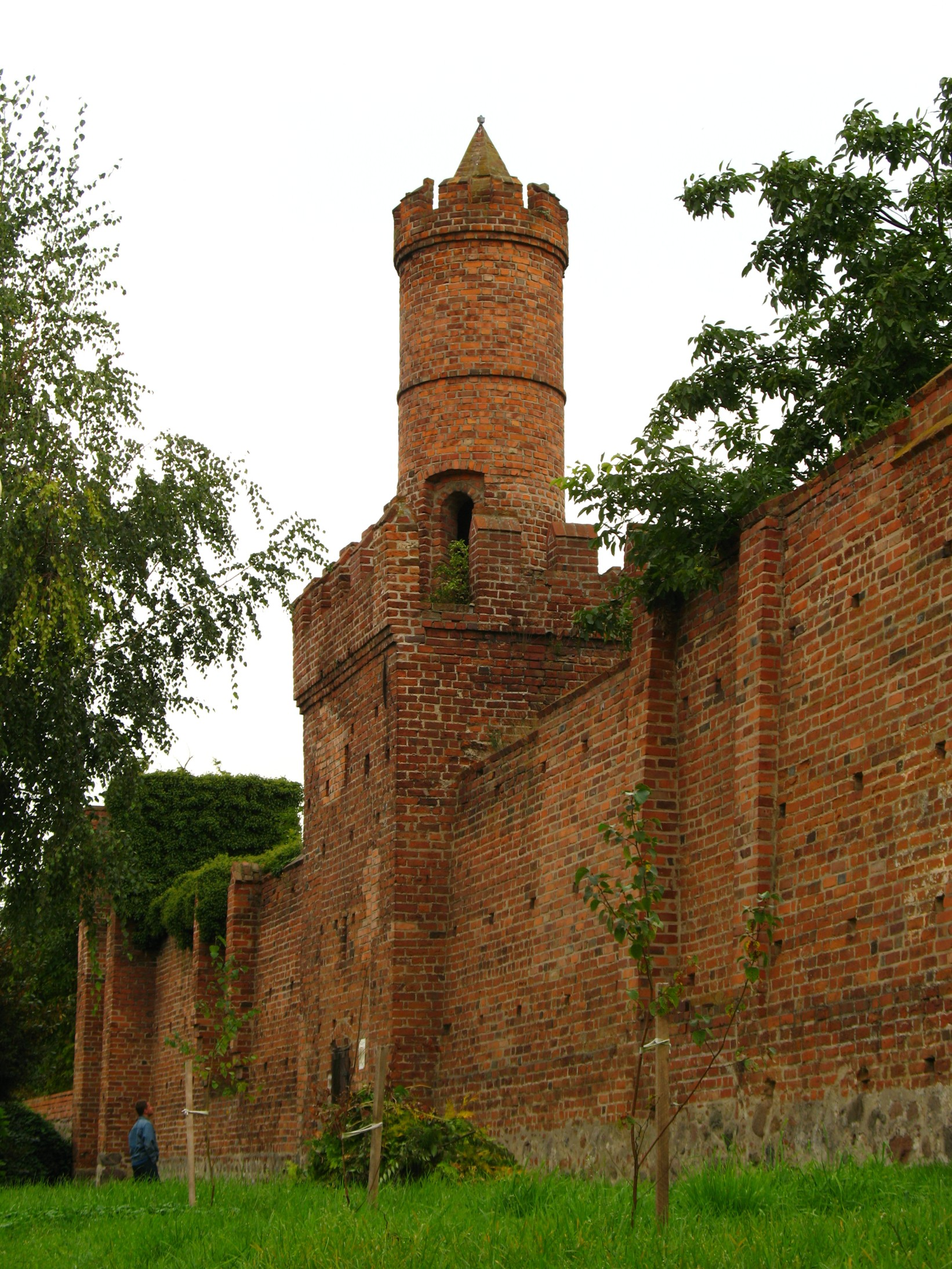
Крепостная стена города Пиритц

В боях на городских окраинах особенно отличились батареи капитанов Костина и Дорошенко. Первый огнём и колёсами поддерживал действия 1-го батальона 33-й гвардейской мотострелковой бригады, штурмовавшей железнодорожную станцию Пиритц, Противник превратил её в мощный опорный пункт, прикрывающий город с севера и северо-запада. Батарея капитана Костина огнём прямой наводкой разрушила здание вокзала, полностью уничтожив гарнизон противника численностью до 40 человек. Батарея Дорошенко в это время поддерживала атаку мотострелков с юго-запада. Немцы, засев в городской церкви и прилегающих к ней зданиях, шквальным пулемётным огнём сдерживали наступление советских войск. Выдвинув батарею на прямую наводку, Дорошенко быстро подавил сопротивление врага, уничтожив при этом до 30 солдат и офицеров вермахта, а также один станковый пулемёт с прислугой.
27 февраля перед дивизионом была поставлена новая задача: поддержать части 185-й стрелковой дивизии, штурмующие Пиритц. Прокладывая пехоте путь по городским кварталам, артиллеристы подавляли огневые средства врага, уничтожали его наблюдательные пункты, разрушали баррикады. К исходу февраля они вышли к цитадели, которую предстояло взять штурмом.
План операции, разработанный майором Кирпиковым и капитаном Карих, был продуман до мелочей. Под покровом ночи две батареи дивизиона скрытно заняли позиции на городском кладбище в 200 метрах от городской стены. Они были оснащены бетонобойными снарядами и имели задачу сделать пролом в стене. За ними, на расстоянии 800 метров от стены, расположились ещё две батареи, которые должны были прикрывать передовые позиции, подавляя огневые точки и уничтожая наблюдательные пункты неприятеля.
В 9.00 дивизион открыл огонь по фортификационным сооружениям цитадели. За короткое время 40-килограммовыми снарядами ближних батарей были разрушены две крепостные башни и проделана брешь в крепостной стене шириной 60 метров. Советская пехота через образовавшийся пролом устремилась на штурм, но была остановлена шквальным пулемётным огнём, который противник вёл из подвалов каменных строений. Тогда Кирпиков приказал командиру 3-й батареи капитану Дорошенко вкатить одно орудие через проём в стене внутрь крепости. Меткими выстрелами прямой наводкой огневые точки немцев были уничтожены, и пехота продолжила атаку. В боях внутри цитадели Борис Петрович вместе с этим орудием находился непосредственно в боевых порядках пехоты и лично руководил действиями расчёта.
К 3 марта 1945 года последние очаги сопротивления противника в городе были подавлены. Всего в ходе штурма города-крепости Пиритц дивизионом Кирпикова было разрушено 7 каменных зданий, превращённых немцами в опорные пункты, уничтожено 8 пулемётных гнёзд, 3 противотанковых орудия и до 150 солдат и офицеров неприятеля.
После взятия города Пиритц 86-я тяжёлая гаубичная дивизия ещё некоторое время продолжала продвигаться на север в направлении Альтдамма. 17 марта дивизион Б. П. Кирпикова совместно с частями 1319-го стрелкового полка 185-й стрелковой дивизии вёл бой за крупный опорный пункт противника село Зидовсауэ (ныне оседле Żydowce-Klucz города Щецина). Внезапно позиции дивизиона подверглись мощному артиллерийскому налёту. Старший разведчик дивизиона ефрейтор Дакет Тлеушев быстро выдвинулся к вражеским позициям и обнаружил немецкий бронепоезд, обстреливающий огневые позиции. Получив от разведчика точные координаты, Кирпиков ответным огнём гаубиц подавил вражеский бронепоезд.
Непосредственно в боях за Альтдамм 86-я тгабр помочь наступающим войскам уже не могла. Из-за растянутости коммуникаций 4-го артиллерийского корпуса подвоз в бригаду боеприпасов и горюче-смазочных материалов практически прекратился. Предчувствуя неладное, Борис Петрович приказал раздать оставшиеся снаряды на все батареи поровну, так что на каждое орудие пришлось по 6-8 снарядов. Из запасников достали противотанковые ружья, а разведчики добыли где-то 7 фаустпатронов. Предчувствие не обмануло опытного командира. Мощным танковым контрударом противник прорвал оборону стрелковых подразделений и вышел прямо на дивизион Кирпикова. В ход пошло всё, что было под руками: остатки снарядов, противотанковые гранаты и трофейные гранатомёты. Артиллеристам удалось поджечь два немецких танка, но неизвестно, чем бы закончился бой, если бы на помощь не подоспел танковый батальон с десантниками Войска Польского. Совместными усилиями прорыв удалось ликвидировать, а 20 марта Альтдамм был взят штурмом частями 61-й армии. Вскоре 86-ю тгабр перебросили в район Бервальде, где она начала подготовку к наступлению на Берлин.
За отличие в Восточно-Померанской операции майор Б. П. Кирпиков был награждён орденом Красного Знамени (№ 210184).

### Берлинская операция
В первой половине апреля 1945 года 5-я артиллерийская дивизия генерал-майора А. И. Снегурова была введена на Кюстринский плацдарм и заняла позиции в полосе наступления 79-го и 12-го гвардейского стрелковых корпусов 3-й ударной армии. 86-я тяжёлая гаубичная артиллерийская бригада расположилась у населённого пункта Киниц (Kienitz) сразу за боевыми порядками 207-й стрелковой дивизии. В 3 часа ночи 16 апреля 1945 года началась 30-минутная артиллерийская подготовка, в которой участвовал и дивизион майора Кирпикова. Подавив огневые средства противника и разрушив его инженерные сооружения, артиллеристы полковника Сазонова обеспечили успешное наступление частей 79-го стрелкового корпуса с Кюстринского плацдарма. За первый день боёв соединения генерал-майора С. Н. Перевёрткина сумели вклиниться в сильно укреплённую и глубокоэшелонированную оборону немцев на 8 километров и выйти на рубеж Нойнцигер—Нойтреббин.
После падения Одерского фронта немцев советские войска устремились к Берлину. 1-й дивизион майора Кирпикова, взаимодействуя с частями 756-го, 674-го стрелковых полков 150-й стрелковой дивизии и 525-го стрелкового полка 171-й стрелковой дивизии, прошёл с боями около 40 километров, огнём тяжёлых гаубиц обеспечив прорыв трёх оборонительных рубежей противника. К вечеру 20 апреля с передовыми частями дивизион вышел на рубеж Лёме-Зеефельд к северо-западу от столицы Германской империи. До окраин Берлина оставалось не более 10 километров.
Вечером того же дня командование фронта поставило перед артиллерийской дивизией генерал-майора А. И. Снегурова задачу утром 21 апреля вместе с частями 3-й ударной армии войти в Берлин и открыть артиллерийский огонь по центральным районам города. Главными целями артиллеристов были обозначены Рейхстаг и Южно-Силезский вокзал. Для выполнения этой задачи было решено под покровом темноты скрытно выдвинуть один из артиллерийских дивизионов вглубь оборонительных порядков немцев и перерезать Берлинскую кольцевую автостраду с тем, чтобы не дать противнику возможности быстро перебрасывать резервы и укрепиться на внутреннем оборонительном обводе.
В 2 часа ночи 21 апреля майора Б. П. Кирпикова срочно вызвали на командный пункт дивизиона. Командир бригады полковник Сазонов по радио передал приказ: дивизиону самостоятельно, без поддержки пехоты и танков, выдвинуться в район населённого пункта Блумберг (Blumberg), не позднее 7.00 перерезать Берлинерринг и, удерживав позиции до подхода основных сил 79-го стрелкового корпуса, открыть огонь по Южно-Силезскому вокзалу.
Через несколько минут дивизион был поднят по тревоге. Кирпиков быстро поставил боевые задачи перед подразделениями, и артиллеристы начали выдвижение в заданный район. Впереди на штабном ГАЗе ехала группа разведчиков и радистов во главе с капитаном А. С. Костиным, которые вели разведку маршрута движения. За ними цепью следовали разведчики, а на флангах, выполняя функцию пехотного прикрытия, в пешем строю двигались бойцы взводов управления батарей и дивизиона, вооружённые автоматами, ручными пулемётами и гранатами. Далее двумя колоннами шли основные силы дивизиона. Первую колонну из двух батарей вёл Кирпиков. Вторая колонна под командованием начштаба К. И. Карих, выступала через 30 минут и в случае прямого боестолкновения с противником должна была прикрыть огнём первую колонну.
Под покровом темноты и густого тумана с потушенными фарами и приглушёнными моторами артиллеристы двигались по просёлочным дорогам, а иногда и по бездорожью, к кольцевой автостраде. В 6.30 первая колонна пересекла Берлинерринг и начала занимать огневые позиции в 100—150 метрах от шоссе. В это время из близлежащей рощи, что находилась справа по ходу колонны, раздались пулемётные и автоматные очереди. Следом на дороге появилась группа немецких танков с десантом на броне, а за ней — колонна пехоты численностью до батальона. Кирпиков быстро организовал круговую оборону. Через пару минут расчёт старшего сержанта Н. Г. Крынкина уже вёл огонь прямой наводкой по вплотную приблизившимся танкам. С первого же выстрела он подбил головную машину, затем вторую, после чего открыл огонь по пехоте, уничтожив до 20 солдат вермахта. Немецкие танки стали быстро рассредоточиваться, а вражеская пехота залегла в кювете. Неприятель открыл ураганный огонь их всех видов оружия по позициям батарей. Артиллеристы также понесли ощутимые потери, но, несмотря на шквал огня, не отходили от орудий и подбили ещё два танка, чем вызвали панику в стане врага и заставили увести бронетехнику с линии огня. Однако немецкая пехота продолжала вести огонь из автоматов и пулемётов, прижимая артиллеристов к земле. Майор Кирпиков, стоявший у правофлангового орудия, был тяжело ранен пулемётной пулей в бедро. Ординарец Д. Тлеушев подхватил командира и оказал ему первую помощь. Рана была тяжёлая. Борис Петрович потерял много крови, но продолжал руководить боем. Подошедшая к месту схватки вторая колонна дивизиона поменяла соотношение сил и позволила артиллеристам перейти в наступление. По приказу Кирпикова парторг дивизиона сержант А. Ф. Селин поднял бойцов в атаку. Вскоре на шоссе началась ожесточённая рукопашная схватка. Не выдержав натиска артиллеристов, немцы дрогнули и стали отступать. В это время химинструктор дивизиона старший сержант Ф. Ф. Фокин заметил знамённую группу противника. Бросившись в самую гущу неприятельских солдат, он в короткой схватке уничтожил лейтенанта и обер-ефрейтора и завладел штандартом гренадерского полка. Противник, потеряв 60 человек убитыми, обратился в бегство, более 40 немецких солдат были взяты в плен. В 7.30 на автостраду вышли советские танки, которые завершили разгром врага и устремились на улицы Берлина. Дивизион сопровождал их до Ной-Линденберга (Neu Lindenberg), откуда открыл огонь по центру города, тем самым выполнив поставленную боевую задачу.
1-й дивизион 86-й тяжёлой гаубичной бригады вместе с подразделениями полковника А. И. Негоды продолжил штурм германской столицы, а боевой путь его командира майора Б. П. Кирпикова закончился под Блумбергом. Бориса Петровича сначала эвакуировали в медсанбат, а оттуда отправили в госпиталь, где он и встретил День Победы. По представлению командира бригады полковника Н. П. Сазонова от 21 апреля 1945 года указом Президиума Верховного Совета СССР от 31 мая 1945 года за образцовое выполнение боевых заданий командования и проявленные при этом отвагу и геройство майору Кирпикову Борису Петровичу было присвоено звание Героя Советского Союза с вручением ордена Ленина (№ 44602) и медали «Золотая Звезда» (№ 6492).

### После войны

Генерал-лейтенант Б. П. Кирпиков. 1980-е годы

После двух месяцев лечения в госпитале майор Б. П. Кирпиков вернулся в свой дивизион, расквартированный в городе Нойруппин. Здесь на торжественном построении высшие награды Родины ему вручил генерал-полковник В. И. Казаков. Почти сразу Борису Петровичу предоставили отпуск для поездки домой. К командованию дивизионом он приступил уже после возвращения в Германию, в августе 1945 года. Тогда же ему было присвоено очередное воинское звание «подполковник».
Начались обычные армейские будни с ежедневной учебно-воспитательной работой. Одновременно на плечи Кирпикова легла и большая общественно-политическая нагрузка. В 1946 году, во время выборов в Верховный Совет СССР, Борис Петрович был назначен председателем участковой избирательной комиссии. По организации работы и художественному оформлению участок подполковника Кирпикова был признан лучшим в Группе советских оккупационных войск в Германии. В следующем 1947 году Б. П. Кирпиков сам был избран депутатом Верховного Совета РСФСР 2-го созыва по особому избирательному округу.
В 1950 году пришло время для получения академического образования. Борис Петрович поступил на подготовительное отделение Артиллерийской академии имени Ф. Э. Дзержинского, а в 1951 году стал слушателем её командного факультета. Осенью 1951 года приказом генерал-лейтенанта Г. В. Полуэктова подполковник Б. П. Кирпиков был назначен знаменосцем академии. Эту почётную должность Борис Петрович занимал до окончания учебного заведения в апреле 1956 года. В 1954 году Кирпиков был избран депутатом Верховного Совета СССР 4-го созыва.
По окончании учёбы Б. П. Кирпиков в звании полковника продолжил воинскую службу в Войсках противовоздушной обороны. Сначала занимал должность начальника штаба зенитно-ракетного полка (город Клин), а 4 сентября 1958 года был назначен заместителем командира корпуса противовоздушной обороны Московского округа ПВО, дислоцировавшегося в Ярославле. В конце 1950-х — начале 1960-х годов Борис Петрович занимался внедрением в войска новых систем вооружения, в том числе зенитно-ракетных комплексов. 22 февраля 1963 года Б. П. Кирпикову было присвоено звание генерал-майора артиллерии.
К середине 1960-х годов вновь обострились арабо-израильские отношения. В условиях возрастающей напряжённости на Ближнем Востоке правительство Египта обратилось к СССР за помощью в создании надёжной и эффективной системы противовоздушной обороны. 16 марта 1964 года генерал-майор Б. П. Кирпиков в числе других военных специалистов был направлен в зарубежную командировку, во время которой в должности советника командующего ПВО и ВВС армии Египта помогал укреплять обороноспособность арабской республики. По долгу службы Борис Петрович в это время побывал также в Йемене и Алжире. За четыре месяца службы в Африке Кирпиков проделал комплекс организационных работ, связанных с принятием на вооружение египетской армией советской военной техники, за что был награждён двумя орденами ОАР.
12 июля 1964 года Б. П. Кирпиков вернулся в СССР и продолжил службу в войсках противовоздушной обороны Московского округа ПВО, а 22 июля 1965 года он был назначен командиром 10-го особого корпуса ПВО. В связи с назначением Борис Петрович с семьёй переехал в военный городок недалеко от города Долгопрудного, где находился штаб корпуса, несколько войсковых частей обеспечения и жилые дома военнослужащих. Командовать крупным соединением, являвшимся воздушным щитом столицы, было почётно и ответственно. Борис Петрович приложил много усилий, чтобы поддерживать боеготовность корпуса не только на прежнем уровне, но и вывести её на новый, более высокий уровень. В 1967 году корпус Кирпикова занял первое место в социалистическом соревновании в Советской Армии, за что Борис Петрович был награждён орденом Красного Знамени (№ 33173).
Член КПСС с 1943 года, генерал-майор Кирпиков уделял большое внимание партийно-воспитательной работе в войсках. Он неоднократно повторял: «Свою командирскую деятельность я не мыслю без политической работы. Командир без политотдела — что капитан корабля без старпома». По отзывам сослуживцев, Борис Петрович постоянно совершенствовал свой стиль работы с людьми, сочетал требовательность с доверием и уважением к своим подчинённым. Кирпиков принимал активное участие и в общественно-политической жизни страны. Его избирали депутатом Московского областного Совета и Калининского районного Совета народных депутатов, делегатом XXIII съезда КПСС.

Б. П. Кирпиков в фуражке кубинского офицера

В конце февраля 1975 года генерал-майора Б. П. Кирпикова вызвали в Москву, в Министерство обороны СССР, где ему вручили приказ о направлении в заграничную командировку. В связи с этим 28 февраля Борис Петрович был освобождён от должности командира корпуса и 4 апреля в составе большой группы высокопоставленных военных вылетел на Кубу. Уже в Гаване, на торжественном заседании по случаю 30-летия Победы в Великой Отечественной войне Кирпиков узнал, что ему присвоено звание генерал-лейтенанта. Более трёх лет (с апреля 1975 года по сентябрь 1978 года) Б. П. Кирпиков прослужил на Кубе в должности советника командующего Военно-воздушными силами и силами ПВО Кубинской республики, передавая свой опыт и знания кубинским военным. Кроме того, по личной просьбе Фиделя Кастро Борис Петрович возглавлял группу советских и кубинских офицеров, занимавшихся разработкой военной формы для Революционных вооружённых сил Кубы.
За большую помощь в деле укрепления боевой мощи кубинской армии генерал-лейтенант Б. П. Кирпиков был награждён двумя медалями Республики Куба — «Воин-интернационалист» 1-й степени и «20 лет Революционным вооружённым силам», а по возвращении в СССР — орденом Октябрьской Революции.
В 1978 году генерал-лейтенант Б. П. Кирпиков уволился в запас, а в 1979 году, в связи с достижением шестидесятилетнего возраста, вышел в отставку. Жил в городе-герое Москве. Вёл большую военно-патриотическую работу: часто бывал в учебных заведениях, воинских частях, трудовых коллективах, выступал на церемониях открытия памятников участникам Великой Отечественной войны. В мае 1982 года вместе с Маршалом Советского Союза И. Х. Баграмяном он обращался с приветственным словом к делегатам XIX съезда ВЛКСМ. Активно участвовал Борис Петрович и в ветеранском движении. Долгие годы он был председателем Совета ветеранов 4-го артиллерийского корпуса прорыва. При его деятельном участии в школе № 9 города Одинцово был открыт музей боевой славы корпуса, который стал местом встреч однополчан. В 1995 году на военном параде в честь 50-летия Победы на Красной площади в Москве генерал-лейтенант в отставке Б. П. Кирпиков возглавлял сводный батальон ветеранов 1-го Белорусского фронта.
Умер Борис Петрович Кирпиков 10 января 2005 года. Похоронен на Введенском кладбище столицы (участок № 23).

## Семья

Семья Кирпиковых. 1939 год. 1-й ряд слева направо: Мария Ефимовна, Людмила, Пётр Матвеевич.
2-й ряд: Александр, Борис, Евгений

Отец — Пётр Матвеевич Кирпиков (1895—1983). Родился в рабочем посёлке Бисерский завод Пермского уезда Пермской губернии в семье потомственного металлурга, рабочего Бисерского чугуноплавильного и железоделательного завода. Окончил начальную школу в посёлке Чусовой. Около 1907 года с родителями переехал в посёлок Надеждинский завод. С 12 лет начал работать рассыльным на Каквинских углевыжигательных печах. Как знающий грамоту, в последующем был переведён на должность писца, а затем табельщика. В 1915 году мобилизован в Русскую императорскую армию. В учебной команде получил звание унтер-офицера. Воевал на Западном фронте Первой мировой войны. После тяжёлого ранения был демобилизован. В начале 1917 года вернулся в Надеждинск. Вскоре женился. Работал старшим счетоводом Филькинского углежжения, в 1919 году был переведён на аналогичную должность на Каквинское углежжение. Дослужился до должности главного бухгалтера Углехимбиржи. Затем работал начальником смолоразгонного цеха Каквинского углежжения, заместителем главного бухгалтера треста «Серовлес». Выйдя на пенсию в 1957 году, ещё долгое время трудился в общественной приёмной газеты «Серовский рабочий».
Мать — Мария Ефимовна Кирпикова (1900—1985). Родилась в посёлке Надеждинский завод в семье столяра конного двора Надеждинского металлургического завода. Окончила начальную школу. В детстве увлекалась коньками и однажды выиграла приз на городских соревнованиях — набор серебряных чайных ложек. Выйдя замуж в 1917 году, посвятила себя домашнему хозяйству и воспитанию детей. Увлекалась пением, была членом самодеятельного ансамбля красноармейской песни и пляски.
У Петра Матвеевича и Марии Ефимовны родилось пятеро детей — сыновья Борис, Евгений и Александр, дочери Людмила и Вера (умерла в детском возрасте).

Эльмира Петровна Кирпикова

Евгений (1921—1941). Родился в Надеждинске. В юности увлекался музыкой. Играл на баяне, балалайке, гитаре и мандолине. Хотел стать музыкантом, но по окончании 7 классов школы № 22 поступил в Серовский металлургический техникум, который окончил накануне Великой Отечественной войны. Добровольцем ушёл в армию. Прошёл военную подготовку в Камышлове и был направлен на Западный фронт. Воевал красноармейцем в лыжном батальоне 49-й отдельной стрелковой бригады. Участник битвы за Москву. Погиб 25 декабря 1941 года под Волоколамском. Похоронен в братской могиле в деревне Бражниково Волоколамского района Московской области.
Александр (1924—1944). Родился в Надеждинске. К лету 1941 года окончил 9 классов школы № 22. В связи с началом Великой Отечественной войны пошёл работать на Серовский механический завод. В 1942 году решил продолжить учёбу в металлургическом техникуме, но к занятиям приступить не успел в связи с призывом в армию. В августе 1942 года стал курсантом артиллерийского училища в Камышине, которое окончил по ускоренной программе. На фронте лейтенант А. П. Кирпиков с июня 1943 года в должности командира взвода управления 112-го гвардейского армейского пушечно-артиллерийского полка Резерва Главного Командования. Участвовал в Курской битве и битве за Днепр, освобождении города Киева, боях на Правобережной Украине. Награждён медалью «За отвагу». Погиб 7 января 1944 года под Бердичевом. Похоронен в братской могиле в селе Скраглевка Бердичевского района Житомирской области Украины.
Супруга — Эльмира Петровна Морчакова (1925—2005). Из семьи военного, полковника пограничных войск. С Борисом Петровичем познакомилась летом 1945 года в поезде, во время его возвращения из отпуска к месту службы. Почти год они переписывались, а осенью 1946 года поженились. Свадьбу сыграли в Серове. В 1947 году у супружеской пары родился сын. Его назвали Евгением, в память о погибшем брате Бориса Петровича. Евгений Борисович стал врачом. Много лет работал хирургом при институте хирургии имени А. В. Вишневского.

## Награды и звания

Мемориальная доска Б. П. Кирпикову в Серове

- Звание Героя Советского Союза с вручением ордена Ленина и медали «Золотая Звезда» (31.05.1945)[73];
- орден Октябрьской Революции (1978)[72][91];
- два ордена Красного Знамени (28.03.1945[51], 22.02.1968[77]);
- орден Суворова 3-й степени (11.02.1945)[43];
- два ордена Отечественной войны 1-й степени (28.08.1944[34], 11.03.1985[104]);
- орден Отечественной войны 2-й степени (03.12.1943)[32];
- два ордена Красной Звезды (12.07.1943[24], 03.11.1953[77]);
- медали, в том числе:
  - медаль «За боевые заслуги» (20.06.1949)[77];
  - медаль «За победу над Германией в Великой Отечественной войне 1941-1945 гг.» (09.05.1945)[105];
  - медаль «За взятие Берлина» (09.06.1945)[106];
  - медаль «За освобождение Варшавы» (09.06.1945)[107];
- иностранные ордена и медали;
- почётный гражданин города Серова (1985)[108].

## Память

Могила Кирпикова на Введенском кладбище Москвы

- Указом Президента Российской Федерации от 19 октября 2013 года № 784 4-й бригаде противовоздушной обороны Войск Воздушно-космической обороны присвоено почётное наименование «имени Героя Советского Союза генерал-лейтенанта Б. П. Кирпикова»[109][110].
- В городе Серове 15 сентября 1986 года на фасаде общественного здания по адресу: улица Льва Толстого, дом 26 в честь Б. П. Кирпикова установлена мемориальная доска с барельефом Героя и текстом[93]:

Здесь стояла школа, в которой учился в 1931—1934 гг. участник Великой Отечественной войны Герой Советского Союза генерал-лейтенант артиллерии Кирпиков Борис Петрович.
- Имя Б. П. Кирпикова увековечено на памятной доске, установленной на фасаде старого здания школы № 22 города Серова (улица Калинина, 28) в честь выпускников школы — Героев Советского Союза[93].
- Имя Героя Советского Союза Б. П. Кирпикова увековечено и на мемориальном стенде серовцев — Героев Советского Союза у военного комиссариата (ул. Зелёная, 28).
- В городе Долгопрудный 20 февраля 2015 года на здании штаба войсковой части № 52116 (улица Восточная, 7) была установлена мемориальная доска с изображением Героя и текстом[111]:

Герой Советского Союза генерал-лейтенант Борис Петрович Кирпиков с 1965 по 1975 гг. командир войсковой части 52116.
- Фотопортрет Героя Советского Союза Б. П. Кирпикова помещён на Доску почёта Подольска (улица Кирова, 4)[112].

## Отзывы и мнения
Кирпиков был душой дивизиона. Он знал всех солдат и сержантов по имени и отчеству и в быту обращался с ними, как с равными. Его чуткость и забота распространялась на всех — от командира батареи до тракторного механика. И это помогало нам выстоять.— С. Г. Терушкин, бывший командир батареи 86-й тяжёлой гаубичной бригады.

Он заботился о нуждах солдат, создавал все условия для развития их личности, для приобщения к культуре, требовал овладения знаниями. Благодаря его влиянию я стал образованным человеком.— Орозмамбет Байсабаев, красноармеец, в 1946-1949 годах шофёр взвода управления дивизиона Б. П. Кирпикова.

Среди многих старших командиров, с которыми довелось служить, образ Героя Советского Союза генерал-майора Кирпикова Б. П. наиболее ярко отобразился в моей жизни. Сказать, что это была незаурядная личность, мало. Это был яркий, совершенно искренний человек, предназначенный своим существованием влиять на окружающих. Он обладал гигантской работоспособностью, никогда не повышал голос на подчинённых, всегда был энергичным и требовательным.— М. Куцель, бывший офицер в/ч 52116, полковник в отставке.

## Комментарии
1. ↑  Дату 24 июля в качестве дня своего рождения Борис Петрович Кирпиков указал в автобиографии. Эта же дата указана и в биографии Б. П. Кирпикова, написанной его отцом, Петром Матвеевичем Кирпиковым. В то же время в ряде источников (книга: Герои Советского Союза: Краткий биографический словарь. Т. 1, биография Б. П. Кирпикова на сайте патриотического интернет-проекта «Герои страны», и других, а также на надгробном памятнике Б. П. Кирпикова, установленном на Введенском кладбище Москвы, указана дата 24 июня.
2. ↑  Ныне — город Серов Свердловской области. В 1934—1937 годах город назывался Кабаковск.
3. ↑  Так учебное заведение именуется в автобиографии Б. П. Кирпикова. Возможно, речь идёт об Отделе береговой обороны Ленинградского высшего военно-морского инженерного училища имени Ф. Э. Дзержинского.
4. ↑  9 июля погиб командир бригады подполковник Л. К. Головань. Бригаду временно возглавил начальник штаба майор А. Ф. Елистратов. Не позднее 15 июля её командиром был назначен полковник Н. П. Сазонов.
5. ↑  Огневые позиции 4-го дивизиона находились у деревни Липняки Уборковского сельсовета Лоевского района.
6. ↑  В наградном листе на орден Отечественной войны 1 степени от 7 августа 1944 года события под Гороховищами не датированы. Учитывая, что бригада как в феврале-марте, так и июне 1944 года действовала в одном и том же районе, бой за деревню теоретически может быть отнесён и к лету 1944 года. Однако Л. Дзюбинский, основываясь на воспоминаниях самого Кирпикова, относит эти события именно к зиме 1944 года.
7. ↑  Весной 1944 года на вооружение дивизиона поступили новые 152-миллиметровые гаубицы образца 1943 года.
8. ↑  Учебник по стрельбе артиллерии. Курс артиллерийских училищ РККА. Части I—III. Изд. 3-е, испр. Под общей ред. Дьяконова В. — М.: Воениздат, 1938—1939.
9. ↑  Альтдамм до 1948 года был самостоятельным городским поселением на правом берегу Одера. После войны город был передан Польше и переименован в Домбе (Dąbie), а в 1948 году в качестве оседле вошёл в состав города Щецина.
10. ↑  Основные силы 4-го артиллерийского корпуса прорыва РГК в это время вместе с частями фронта вели наступление на Кольберг.
11. ↑  Кандидатура Б. П. Кирпикова была предложена и одобрена на окружном предвыборном совещании в Ратенове осенью 1947 года. Инициатором его выдвижения в депутаты Верховного Совета РСФСР от особого избирательного округа стал политотдел 86-й тгабр. Доверенными лицами кандидата стали ветераны бригады С. Г. Терушкин и А. Н. Луценко.
12. ↑  Номера соединений в имеющихся источниках не указаны, но известно, например, что в Ярославле на 1958 год размещалось управление 56-го истребительного авиационного корпуса ПВО, который в 1960 году был переформирован в 3-й корпус ПВО.

## Документы
- Общедоступный электронный банк документов «Подвиг Народа в Великой Отечественной войне 1941—1945 гг.» Дата обращения: 10 февраля 2016. Архивировано из оригинала 13 марта 2012 года.

Представление к званию Героя Советского Союза.
Указ Президиума Верховного Совета СССР о присвоении звания Героя Советского Союза.
Комплект наградных документов на орден Красного Знамени (приказ о награждении от 28 марта 1945 года).
Комплект наградных документов на орден Суворова 3-й степени.
Комплект наградных документов на орден Отечественной войны 1 степени.
Информация из карточки награждённого к 40-летию Победы о вручении ордена Отечественной войны 1 степени.
Комплект наградных документов на орден Отечественной войны 2 степени.
Комплект наградных документов на орден Красной Звезды (приказ о награждении от 12 июля 1943 года.
Информация из Акта о награждении медалью «За Победу над Германией в Великой Отечественной войне 1941-1945 гг.»
Информация из Акта о награждении медалью «За взятие Берлина».
Информация из Акта о награждении медалью «За освобождение Варшавы».
- Указ Президента Российской Федерации от 19 октября 2013 года № 784 «О присвоении 4 бригаде противовоздушной обороны почётного наименования».

## Другие источники
- Кирпиков Б. П. Автобиография. — НСА МБУК «Серовский исторический музей». Дело 100, 1974.
- Кирпиков П. М. Биография Б. П. Кирпикова. — НСА МБУК «Серовский исторический музей». Дело 100, 1977.